# Дом актёра (Екатеринбург)
Дом акте́ра (Усадьба купца С.Е.Тупикова) — памятник архитектуры, двухэтажный камерный дворец конца XIX века, построенный по проекту архитектора Юлия Дютеля. В 1988 году Дом актёра стал официальной резиденцией Свердловского отделения Союза театральных деятелей России. На средства театрального сообщества в 1980-е гг. целиком восстановлен исторический облик, вплоть до уникального старинного паркета, чей рисунок не повторяется ни в одной из комнат, и большого камина — шедевра камнерезного искусства.
Дом актёра сейчас — общедоступный культурный центр, собирающий в своих стенах не только театральную общественность города и области, но и всех любителей театрального искусства. Здесь постоянно работают творческие циклы и программы. Наиболее заметные из них — авторский цикл Михаила Мугинштейна «400 лет оперы», студенческий клуб «Школа театральной критики», объединяющий молодых любителей театра, «Открытая сцена», дающий возможность артистам разных театров объединяться для совместных творческих работ.
Самый известный проект Дома актёра — знаменитые семейные праздники в лучших традициях российских особняков, меценатства и благотворительности «Ёлка в доме Тупиковой» — стилизованные представления в старинном стиле, которые идут в Доме актёра в новогодние дни и создаются ведущими творческими силами города.

## История
Первыми владельцами особняка были уральский золотопромышленник Степан Тупиков и его супруга.
Степан Тупиков был успешным золотопромышленником, известным на Урале. Он выкупил участок земли, прилегающий к центральной площади города, и готовый проект здания, который сделал главный архитектор Екатеринбурга тех лет Юлий Дютель, прямо у городского головы Ильи Симанова. В 1890 году дом был построен: одноэтажное здание, с небольшим крыльцом, тяжелыми дверями, от которых сквозь маленький коридор гости поднимались по короткой лесенке навстречу милому домашнему уюту. А на кованом козырьке появился вензель владельца, две буквы — «СТ». Большие гостиные, каминный зал, кабинеты, ближайшим же летом позади дома разбили сад — в него вел отдельный выход… И все было хорошо, да только вскоре умер хозяин дома, Степан Тупиков. Евгения Григорьевна Тупикова осталась единственной хозяйкой. Она стала более замкнута, углубилась в свою исконно семейную религию — старообрядчество. Для богатой вдовы религия была единственным утешением. В одной из небольших комнат, которую можно измерить пятью шагами, через потайной люк она спускалась в тайную молельню, украшенную множеством икон и ликов. Вдова старалась окружить себя детьми, каждый год на святки в доме устраивались детские балы, а госпожа Тупикова лично приветствовала маленьких гостей. Эту традицию и возобновило Свердловское отделение СТД РФ, приглашая семьи на новогодние праздники «Ёлка в доме Тупиковой».
Многое из первоначальных интерьеров Дома воссоздано по воспоминаниям племянницы хозяев Евгении Дмитриевой, впоследствии ставшей актрисой.
В 1917 году новые власти решили, что для одной старушки, да ещё и вдовы золотопромышленника, Дом слишком велик. Сначала её просто потеснили, оставив маленькую комнатку в дальнем углу, а потом след Тупиковых в истории и вовсе теряется. Начинается следующая глава истории дома.
Дом переходил из «красных» рук в «белые», здесь останавливался Колчак, проводились многочисленные собрания и ночевали солдаты. Молельня Тупиковой была вскрыта, часть камней потерялась в ходе революционных передвижений. Многие предметы из той «коллекции» то тут, то там, то у одного в кармане, то у другого находились. При этом есть сведения, что один из ящичков все же остался в подполье, замурованном туннеле, который ведет из особняка в сторону Исети.
Когда жизнь в стране более или менее нормализовалась, это здание окончательно отдали государственным органам, которые расположили внутри свои конторы и учреждения.
Примерно в 1920-е был надстроен второй этаж, причем сделано это довольно искусно: не видно ни швов, ни резкой стилистической разницы — второй этаж органично «вырос» из первого. Но из-за итоговой эклектики специалисты оценили дом только как памятник истории и культуры второй половины XIX века.
Улица Уктусская была переименована в улицу 8 Марта, а Кафедральная площадь, потерявшая свой заглавный собор, — в площадь 1905 года. На той же улице 8 марта выросли одни из первых в городе высоток (дома № 2 и 4), в которых и поселились чекисты, работавшие в бывшем доме Тупиковой.
Дом постепенно приходил в запустение, поскольку чисто функциональное использование здания не подразумевает пристальной заботы о нём. Был даже проект о расширении Площади 1905 года, согласно которому и дом Тупиковой, и бывшее здание Сибирского банка (в общем, все дома по северной стороне площади) собирались сносить.
Шло время, а дом между тем хирел. Конечно, он не пустовал: в определённый момент в него все же въехали люди искусства: в разных помещениях расположились редакции журнала «Следопыт» и газеты «На смену!», Общество книголюбов и отделение Союза журналистов. Финансирование этих учреждений не подразумевало ремонта здания, а он требовался.
23 сентября 1981 Исполнительный комитет Свердловского Областного Совета народных депутатов Решением № 416 принял предложение Исполкома Свердловского городского Совета народных депутатов о передаче от производственного жилищно-ремонтного треста Верх-Исетского района райисполкома г. Свердловска — Свердловскому отделению Всероссийского театрального общества здания по ул. 8 Марта, 8, с прилегающим к нему земельным участком фактического пользования для размещения в нём Дома актёра. Дом в очередной раз занял сильный игрок — и к старому тупиковскому вензелю добавилась ещё одна буква, чтобы получилось «СТД». 31 октября 1988 состоялось открытие Дома актёра.